# 静内駐屯地
静内駐屯地（しずないちゅうとんち、JGSDF Camp Shizunai）は、北海道日高郡新ひだか町静内浦和125に所在し第7高射特科連隊等が駐屯する陸上自衛隊の駐屯地である。

## 概要
駐屯地司令は、第7高射特科連隊長が兼務。1964年（昭和39年）3月に北千歳駐屯地の分屯地として開設し、1985年（昭和60年）7月に静内駐屯地に昇格した。短SAM以下の地対空誘導弾、重機関銃の対空射撃訓練が実施できる静内対空射場が隣接するため全国から訓練部隊が訪れる。この項にて静内対空射場についても解説する。

## 沿革
陸上自衛隊北千歳駐屯地静内分屯地
- 1964年（昭和39年）3月24日：北千歳駐屯地の分屯地として静内分屯地が開設。

1. 第1高射特科群第118特科大隊第4射撃中隊が東千歳駐屯地から移駐。
2. 無線誘導標的隊が東千歳駐屯地から移駐。

陸上自衛隊東千歳駐屯地静内分屯地
- 1971年（昭和46年）：北千歳駐屯地静内分屯地が東千歳駐屯地静内分屯地に改称。
  - 7月23日：第118特科大隊第4射撃中隊が名寄駐屯地に移駐。
  - 7月27日：第7特科連隊第5大隊（高射特科）が東千歳駐屯地から移駐。
- 1974年（昭和49年）8月1日：第432会計隊が新編、第324会計隊静内派遣隊が廃止。
- 1981年（昭和56年）3月25日：第7特科連隊第5大隊が、第7師団直轄の第7高射特科連隊（連隊本部、本部管理中隊、5個高射中隊）に改編。第1高射中隊～第4高射中隊は東千歳駐屯地に配置。
- 1985年（昭和60年）
  - 3月20日：第7高射特科連隊に第6高射中隊が新編。
  - 7月1日：第301無線誘導機隊が下志津駐屯地から移駐。

陸上自衛隊静内駐屯地
- 1985年（昭和60年）7月15日：静内駐屯地に昇格[1]。

1. 静内駐屯地業務隊が新編。
2. 第302無線誘導機隊を廃止し、第301無線誘導機隊に再編。

- 1989年（平成元年）3月24日：第301無線誘導機隊を廃止し、第101無人偵察機隊に改編。
- 2000年（平成12年）3月28日：第7後方支援連隊第2整備大隊高射直接支援中隊（第7高射特科連隊を支援）が新編。
- 2013年（平成25年）3月26日：北部方面無人偵察機隊が新編。
- 2015年（平成27年）3月26日：第432会計隊を廃止し、第324会計隊静内派遣隊に改編。
- 2019年（平成31年）3月26日：第101無人偵察機隊を廃止し、第101無人標的機隊に改編。
- 2025年（令和7年）3月23日：北部方面無人偵察機隊を廃止。

## 駐屯部隊・機関

### 北部方面隊隷下部隊・機関
- 第7師団
  - 第7高射特科連隊
    - 第7高射特科連隊本部
    - 本部管理中隊
    - 第5高射中隊
    - 第6高射中隊

  - 第7後方支援連隊
    - 第2整備大隊
      - 高射直接支援中隊：第7高射特科連隊等を支援
- 第1高射特科団
  - 第101無人標的機隊
- 北部方面会計隊
  - 第324会計隊
    - 静内派遣隊
- 北部方面システム通信群
  - 第101基地システム通信大隊
    - 第313基地通信中隊
      - 静内派遣隊
- 静内駐屯地業務隊

### 防衛大臣直轄部隊
- 警務隊
  - 北部方面警務隊
    - 第122地区警務隊
      - 静内連絡班

### 共同の部隊
- 自衛隊情報保全隊
  - 北部情報保全隊
    - 静内派遣隊

### 共同の機関
- 自衛隊札幌地方協力本部
  - 静内分駐所

## 最寄の幹線交通
- 一般道：国道235号、北海道道71号平取静内線、北海道道80号平取門別線、北海道道637号西川東静内停車場線
- 港湾：苫小牧港（特定重要港湾）、浦河港、様似港（地方港湾）
- 飛行場：新千歳空港、千歳基地

## 静内対空射場

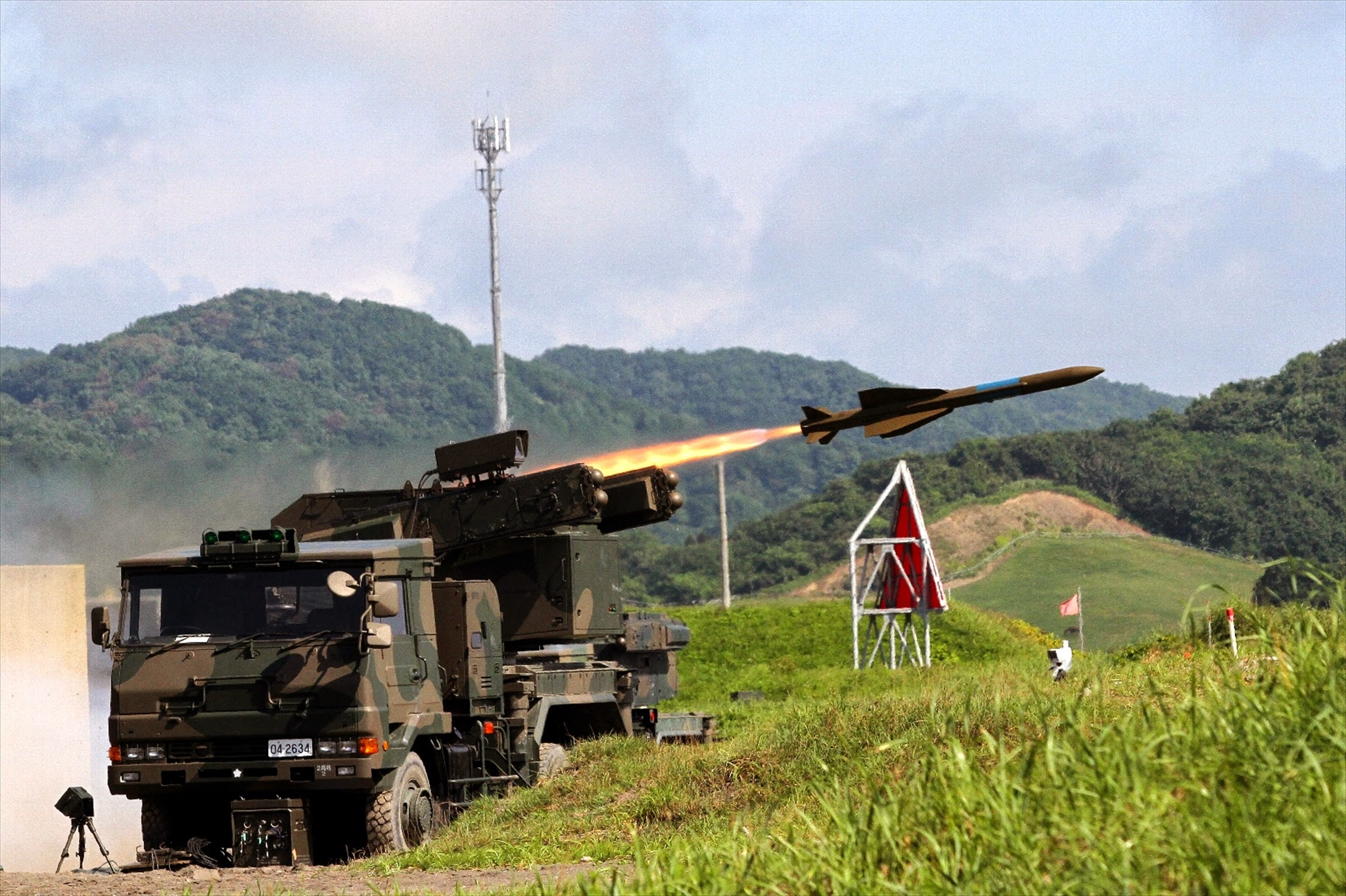
81式短距離地対空誘導弾の実射訓練の様子

静内対空射場（しずないたいくうしゃじょう）は、静内駐屯地に隣接する対空射撃場である。

### 概要
国内で唯一、高射機関砲・短距離地対空ミサイルの対空実射訓練等が可能であり、同装備を有する陸上自衛隊の高射特科部隊等、航空自衛隊の高射部隊が訓練を実施する。訓練支援部隊は静内駐屯地の第101無人標的機隊である。陸上自衛隊の訓練の際は展開訓練を兼ねて自隊装備を静内駐屯地に輸送して実施するが、航空自衛隊の訓練の際は、千歳基地から装備を借用して実施される。
2025年（令和7年）度から88式地対艦ミサイルの射撃訓練が静内対空射場を使用して初めて国内で実施される。沖合数十キロの目標に向けて爆発しない演習用のミサイルを発射する。
このほか、機関銃用として東北方面隊に六ケ所対空射場が、西部方面隊に佐多射撃場がある。